# Doctora Luz (Kimiyo Hoshi)
La Doctora Luz (Kimiyo Hoshi), (星君代) es una superheroína Japonesa que aparece en los cómics publicados por DC Comics. Kimiyo es una personaje distinto del villano de DC del mismo nombre. Ella, sin embargo, se cruzó con el malvado Doctor Luz llamado Arthur Light en varias ocasiones y aliada de Jacob Finlay.
La Doctora Luz apareció en la sexta temporada de la serie de televisión The Flash. Fue interpretada por Emmie Nagata.

## Historia de la publicación
La Doctora Luz apareció por primera vez en Crisis on Infinite Earths #4 (julio de 1984) siendo creado por Marv Wolfman y George Pérez. Ellos se basaron el personaje "Doctor Luz" creado por Gardner Fox y Mike Sekowsky, inclusive su vestimenta es similar.

## Biografía del personaje ficticio
Kimiyo Tazu Hoshi, es una brillante científica pero sobrecargada, fue la astrónoma supervisora de un observatorio en Japón, supervisando a un grupo de astrónomos que trazaban los efectos antinaturales que causaba la Crisis on Infinite Earths. Ella es también un médico, como se muestra en Justice League Annual #3 (1989) y Justice League America #55 (octubre de 1991). 
A medida que la Crisis continuaba, la fascinación de Hoshi con el fenómeno se convirtió en una obsesión mientras los hombres se preocupaban por su seguridad. Disgustada por su creciente temor, Hoshi los insultaba arrogantemente y ordenaba una evacuación, dejándola a estudiar la Crisis sola a través de su telescopio. 
Mientras tanto, el Monitor, un ser conectado con toda la materia positiva, detecta a su enemigo, el Antimonitor, absorbiendo otra Tierra de materia positiva con su nube de antimateria. Con el fin de inclinar las escalas para los héroes del universo positivo, el monitor activa un último guerrero. 
Él envía un devastador haz de energía de la estrella Vega a la Tierra, lo que golpea a la observación de Hoshi, dejando una destrucción masiva en su estela. Concedido el poder de la fotónica y el nombre de Doctora Luz, Hoshi es asignado por el Monitor para guardar uno de los tenedores vibratorios necesarios para salvar la Tierra. El miembro de Los Jóvenes Titanes, Starfire y el miembro de los Outsiders, Halo se dispuso a destruir la máquina. Dado que la Doctora Luz no puede hablar con ellos en inglés, recurre a volarlos lejos de la máquina. Superman es el primero en comunicarse con ella, dado su conocimiento de la mayoría de las lenguas de la Tierra. 
Una vez que los héroes y villanos de la Tierra son llevados a bordo del satélite del Monitor, Katana de habla japonesa toma el relevo como traductor de Kimiyo. 
La Doctora Luz, otorgado la capacidad de entender el inglés, acompaña a varios héroes al universo antimateria para enfrentar al AntiMonitor. Ella y Superman pronto descubren las máquinas que el villano ha desplegado para destruir las tierras restantes. El AntiMonitor embosca al Hombre de Acero; la Doctora Luz defiende a Superman lo mejor que puede. Supergirl llega y sacrifica su vida, permitiendo a la Dra Luz llevar al Superman inconsciente a un lugar seguro. 
Viendo el sacrificio de Supergirl hace que Dra Luz se dé cuenta de lo egoísta que ha sido, y decidió cambiar.
Cuando Harbinger la convoca para que pelee en la batalla final, la Doctora Luz está lista. A medida que los otros héroes bombardean al Anti-Monitor, ella absorbe la energía de una gigantesca estrella que está usando como fuente de energía. Anotando la primera caída del Anti-Monitor durante esa batalla, ella dispara un agujero a través de él. 
En la continuidad post-Crisis, Supergirl fue escrita fuera de existencia, por lo que se explica que Doctora Luz fue inspirado por los otros héroes. 
Ella es potencialmente una de las superheroínas más poderosas en el Universo DC, pero no ha aprovechado los niveles elevados de poder que utilizó durante la Crisis. (Aunque pocos recuerdan esos eventos, Dra Luz es uno de los pocos que lo hacen, viendo como mencionó una vez en Showcase '96 # 9 (octubre de 1996) que se enfrentó a "Dioses AntiMateria").
Dra Luz se ha unido a la Liga de la Justicia varias veces a lo largo de los años, sobre todo como miembro de la Liga de la Justicia Europa durante la segunda mitad de su encarnación. Ella también se unió a una encarnación de la Patrulla Condenada durante un período de tiempo. Durante su estancia en la Liga de la Justicia de Europa, creyó que su actitud antisocial durante la Crisis se debía a la comida que comía regularmente, después de que Power Girl fuera diagnosticada con una condición similar. Sin embargo, se revela que su comportamiento en la Crisis fue de hecho, un comportamiento genuino. Mientras que fue miembro de la Liga de la Justicia, Dra Luz formó amistades significativas con Flash (Wally West) y Power Girl. Hay un prolongado período de animosidad con el miembro de los Guardianes Globales conocido como Sol Naciente. Sus esfuerzos románticos ganan y los dos entran en una relación.

### Crisis infinita y después
En Flecha Verde vol. 3, # 54 (noviembre de 2005), después de la recuperación de su mente que había sido borrada, Arthur Light, el malvado Doctor Light atacó a la Doctora Hoshi y la drenó de sus poderes. 
Parecía que su potencia era temporal; En Crisis infinita # 5 (febrero de 2006) utilizó sus poderes para ayudar en la evacuación de Tokio, Japón. En ese mismo tema fue advertida por Bart Allen, con el disfraz de Flash de la Edad de Plata, del escape de un furioso Superboy Prime. Posteriormente fue vista en Crisis Infinita # 7 (abril 2006) luchando contra el malvado Doctor Light. 
Un flashback en Action Comics # 838 (junio de 2006) revela que Doctora Light y The Ray, héroes que poseen poderes basados en la energía solar, participaron en un intento fallido de reactivar los poderes de Superman. 

### Un año después y 52
Sin embargo, un artículo que discute la destrucción de Star City apareció en el sitio web 52, que está diseñado para complementar la serie cómica semanal. El artículo pone una fecha sobre la destrucción de la ciudad, que fue representada en los 2 arcos pre-OYL de Flecha Verde, especificando que el acontecimiento ocurrió el 15 de mayo. Problemáticamente, esta datación pone la historia después de los acontecimientos representados en la crisis infinita. 
Dada esta datación, el depowerment de Kimiyo ocurrió durante los acontecimientos de 52 - Semana 2 que, teniendo en cuenta las apariciones de Kimiyo y Flecha Verde al final de 52 - Semana 1, parecería tener sentido, aunque a su vez hace un sin sentido de información contenida en Linterna Verde vol. 3, # 54, donde se revela que Kimiyo no ha utilizado sus poderes durante dos años. 
El arco de la historia también concluye con Flecha Verde experimentando un extraño efecto multiplicador que coloca la historia durante Crisis infinita, no dos semanas después de la conclusión del evento. (Varios otros personajes de la DCU experimentaron este efecto en la emisión de sus títulos que inmediatamente precedieron al salto OYL). 
Kimiyo Hoshi apareció en traje en 52 Semana 35, junto a varios otros héroes. Todos están ayudando a las víctimas heridas de Lex Luthor, que había causado una lluvia de "supermen" desactivando sus poderes. También se muestra en 52 Semana 50, en la batalla climática de la III Guerra Mundial. 
El Dra. Luz aparece en la III Guerra Mundial: United We Stand, el cuarto número de la mini-serie de la III Guerra Mundial que coincidió con la 52 Semana 50. Ella es una de las primeras olas de héroes que enfrentan a Adán Negro. Se aferra el cuello con tanta fuerza que instantáneamente se oscurece; Él la lanza a un lado. 
Geoff Johns ha revelado en su tablero del mensaje que él está trabajando en storylines que implican a la doctora Luz.
Oráculo invita a Kimiyo a unirse a Birds of Prey (edición # 100), pero no fue seleccionada para participar en la primera misión. Sin embargo, aparece en Birds of Prey # 113 (enero de 2008), ayudando a Oráculo a escanear el espectro electromagnético para detectar cualquier evidencia que pueda llevarla a las partes responsables de una afluencia de armamento de alta tecnología que se contrabandea en Metrópolis. Sin embargo, es incapaz de localizar tal evidencia. 
Doctora Luz es solo ocasionalmente activa en la comunidad de superhéroes porque es una madre soltera con dos hijos: Imako, su hija, y Yasu, su hijo. Gail Simone confirmó en una charla en comicbloc.com que los niños de Kimiyo no han sido desactivados por los recientes cambios en la continuidad de DC (que resultaron de la transformación de The Post Crisis Earth en "New Earth" durante Crisis Infinita). 
Doctora Luz trabaja en S.T.A.R. Labs y tiene un monólogo interior sobre las erráticas fluctuaciones en sus poderes que conducen a su retiro del superhéroe. Al regresar a casa del trabajo, ella es emboscada por el superequipo Dakota basado el Gabinaete Sombra. Después de hablar brevemente con los héroes, ella se enfurece y los ataca después de llegar a creer que han dañado a sus hijos, solo para ser rápidamente neutralizados y secuestrados por el equipo. Sin embargo, esto se revela más adelante para haber sido orquestado por Superman y el Icono, como una manera para que el gabinete de la sombra y la liga consigan la información sobre uno. Hardware utiliza la vela que fue una vez Arthur Light (Arthur había sido recientemente asesinado por El Espectro) para restaurar los poderes de Kimiyo, lo que le permitió derrotar rápidamente a un Shadow Thief motorizado y su maestro, un Starbreaker restaurado y más poderoso.
Kimiyo ha sido confirmado como miembro de la nueva encarnación de la Liga de la Justicia. En el crossover Blackest Night Kimiyo y los miembros restantes de la Liga llegan al Salón de la Justicia para encontrar Firestorm después de escuchar los ataques de las Linternas Negras que tienen lugar en todo el mundo. Al entrar en el Salón, Kimiyo siente la presencia de su contraparte villano, y se separa del grupo, creyendo que esta Linterna Negra es suya solo para enfrentar. Sin embargo, Kimiyo pronto se encuentra a merced de la linterna negra Arthur Light. Aunque inicialmente sus poderes parecen ser ineficaces contra la Luz de las Linternas Negras, cuando amenaza las vidas de sus hijos, Kimiyo logra generar una luz lo suficientemente fuerte para destruirlo y su anillo negro. Luego procede a hacer lo mismo con las versiones de los Linternas Negras de los antiguos miembros de la JLA, Commander Steel y Vibe, antes de desmayarse.
En las secuelas de la prueba, Vixen le dice a Kimiyo que está tomando una licencia del equipo para recuperarse de sus heridas. Con Tornado Rojo destruido, John Stewart temporalmente fuera del mundo, y Firestorm incapaz de regresar al equipo, Kimiyo se queda sin miembros para el JLA. Afortunadamente, se le acerca Donna Troy, quien se une al equipo junto a sus amigos Cyborg, Dick Grayson y Starfire. Con el traje dado a ella por Hardware destruido, Kimiyo diseña uno nuevo, y luego viaja a Metrópolis para contratar a Mon-El y al Guardián. Kimiyo aparece brevemente durante la Guerra de los Superhombres, donde ella y el resto de la JLA tratan de repeler las fuerzas de invasión del General Zod.
Después de sólo tres temas juntos, el nuevo equipo de JLA pierde la mayoría de sus miembros, con Kimiyo dejando temporalmente al equipo para estar con sus hijos. De vuelta en Metrópolis, Kimiyo ayuda a Supergirl a rescatar a su amiga Lana Lang después de que su cuerpo esté poseído por la Reina de los Insectos. Poco tiempo después, Kimiyo y Gangbuster investigan un objeto que se estrella en un parque Metrópolis y deja en su centro un enorme cráter cristalizado. Mientras buscan el cráter, los dos héroes descubren una criatura parecida a Bizarro que se parece a Supergirl. Antes de que Kimiyo pueda pedir ayuda, la criatura la ataca. La Bizarro Supergirl toma a Kimiyo y sus socios como rehenes, pero finalmente es derrotada en la batalla por la verdadera Supergirl. Se revela que la Supergirl Bizarro es un refugiado del Mundo Bizarro en forma de cubo, y fue enviada a la Tierra por su primo después de que su planeta fue atacado por un ser conocido como Godship. Kimiyo intenta llevar a la Bizarro Supergirl a S.T.A.R. Labs, solo para ser golpeado inconsciente por Supergirl, que luego se abstiene, con la esperanza de detener la Godship y salvar al Mundo Bizarro.
A pesar de su renuncia al servicio activo, Doctora Luz aparece como uno de los numerosos héroes reunidos en Washington D. C. para romper una cúpula de energía que atrapa a la Liga de la Justicia y al Sindicato del Crimen de América dentro de la ciudad, además de un miembro de la reserva de la JLA Durante la batalla del equipo contra Eclipso. También asiste a la Liga (así como a varios otros equipos) durante una batalla contra los Seis Secretos, donde es fusilada por Deadshot.

### Los nuevos 52
Kimiyo aún no ha aparecido como la Doctora Luz en The New 52 (reinicio del universo DC Comics), aunque se sugiere que es la esposa a la que se refiere Arthur Light durante la historia de Guerra de la Trinidad.

## Poderes y habilidades
La exposición a la energía de la estrella Vega otorgó a la Dra. Luz al don de la fotoquinesis: control sobre todas las formas de fuentes de luz. Puede absorber todas las formas de iluminación como energía, lo que le permitió sobrevivir al ataque de Starbreaker, así como absorber la energía del sol para atacar al AntiMonitor. Puede proyectar energía, permitiéndole disparar rayos láser destructivos y otras explosiones de energía destructiva, cegar a sus oponentes con destellos de luz ciegos (capaces de dispersar las construcciones de sombra de Shadow Thief) y crear barreras protectoras. Puede concentrar los fotones en "luz dura" (una forma ficticia de energía que actúa como un objeto sólido). Puede refractar las ondas luminosas para crear imágenes holográficas. Puede convertirse en luz, haciéndola invisible a simple vista. Sus habilidades también le permiten dispersar la radiación y las ilusiones holográficas, escanear y "ver" el espectro electromagnético, rastrear las moléculas ionizadas y convertir su cuerpo a cerca de la luz para minimizar su masa y escapar de la atracción gravitatoria. Ella puede sentir la luz a su alrededor, que ella describe como un "sexto sentido" que le permite saber cuando alguien entra en la habitación. Ella puede montar las ondas ligeras para poder volar, capaz de alcanzar la velocidad de la luz, y superando al Superman de la Tierra-1. Ella ha utilizado sus poderes para generar la luz del sol de un sol amarillo para curar a Kryptonianos heridos y Daxamites. Sus habilidades lumicas parecen haberle otorgado una mayor durabilidad, ya que ha sobrevivido a ataques que han eliminado a Power Girl y a otros metahumanos mejorados. También puede teletransportarse, desde la Tierra hasta la Atalaya. 
Fuera de sus habilidades de luz, es también una brillante científica; En las primeras apariencias, se consideraba a sí misma un científica primero y superhéroe en segundo lugar. Ella es un astrónomo prominente, la autoridad más importante del mundo en tecnología de luz. Ella incluso funcionó Laboratorios S.T.A.R. por un tiempo. En varias ocasiones, también ha mostrado conocimiento de la medicina. Las conversaciones con Batman también han revelado el conocimiento de las artes marciales asiáticas, si no la capacidad de utilizarlo eficazmente en combate. 
Su debilidad primaria es que ella requiere una fuente de luz para alimentar sus poderes, y ser colocado en un área de la oscuridad absoluta debilita severamente sus capacidades; Ella puede, sin embargo, almacenar energía para tales ocasiones. Su otra debilidad es que ella tiene miedo de la oscuridad. En ocasiones, cuando ha estado rodeada de oscuridad no natural, sin embargo, Kimiyo ha sido capaz de usar la lógica para superar su miedo y ganar el día.

## Otras versiones

### JLA / Los 99
Doctor Light aparece como un personaje principal y miembro de la Liga de la Justicia en la JLA / The 99 series limitadas, que tiene lugar en una continuidad alterna donde los personajes del Universo DC y Teshkeel Comics coexisten en el mismo mundo. Junto con Vixen, Doctora Luz es promocionado como un ejemplo de la diversidad racial y cultural que la Liga abarca.

### Flashpoint
En la línea de tiempo alternativa del evento Flashpoint, la Dra. Kimiyo Hoshi es miembro del Consejo H.I.V.E. Ella votó contra el uso de armas nucleares para poner fin a la guerra en Europa Occidental entre Aquaman y Wonder Woman.

### DC Bombshells
En una versión alternativa de la historia de la Segunda Guerra Mundial, Kimiyo Hoshi es la científica principal del proyecto Bombshells de Amanda Waller. Ella actúa como una de las manejadoras de Kate Kane. Además, tiene poderes similares a sus homólogos y está en una relación romántica con Big Barda.

### Los Jóvenes titanes
La versión de Kimiyo Hoshi de la Doctora Luz hizo un cameo en el empate en el cómic de la serie animada Teen Titans. En un universo alternativo, ella sirve como la contraparte heroica del villano Titan Doctor Light y se alía con la Hermandad de Justicia para detener a los Teen Tyrants.

## En otros medios

### Televisión
- La Doctora Luz apareció en la serie animada Liga de la Justicia Ilimitada. Tuvo papeles en los episodios "Epílogo" y "El gran robo de cerebros" y fue expresada por Lauren Tom. En "Epílogo", ella y otros compañeros de equipo fueron vistos en un flashback. En el flashback, después de derrotar a la Banda de la Escalera Real de Ace, Amanda Waller alertó al equipo de que Ace iba a tener una reacción psíquica que habría matado a todos en el rango de su poder, que al principio, Luz no creía. En "El gran robo de cerebros", Luz, Acero y Hielo fueron enviados para detener el grupo de villanos de Lex Luthor de realizar un robo. Luz utilizó su poder para encontrarlos, pero el Doctor Polaris usó su poder para lanzar un acero a ella, incapacitando a ambos temporalmente.
- Dos versiones diferentes de la Doctora Luz femenina aparecen en The Flash, ambientada dentro del Arrowverso:
  - La primera versión de Doctora Luz vista aparece en la segunda temporada, interpretada por Malese Jow.[26] Esta versión del personaje es la versión Tierra-Dos de Linda Park que se convirtió en una metahumana y principalmente utilizó sus poderes de manipulación de ondas de luz para cometer robos. Luz es enviada a la Tierra-1 por Zoom para matar a Flash. Mientras Flash intenta razonar con ella sobre el consejo de Jay Garrick, él la hizo escapar al reconocerla como Linda. En respuesta, Luz ciega a Barry e intenta matar a su contraparte de Tierra-1 para tomar su lugar y esconderse de Zoom. Pero el intento falló con Luz accidentalmente matando al jefe de Linda de Tierra-1, intentando luego abandonar la Ciudad Central antes de ser sometido por el Flash usando un espejismo de velocidad. Linda es llevada a S.T.A.R. Labs, como un plan para utilizarla para atraer a Zoom y detenerlo, solo para ella escapar, quitando su ropa y haciéndose invisible, obligando al equipo a pedir a la Linda de Tierra-1 plantearse como su contraparte como parte de un plan.[27]
  - Kimiyo Hoshi aparece en el episodio de la sexta temporada "Marathon", interpretada por Emmie Nagata. Esta versión es una asesina metahumana que trabaja para Black Hole y habla tanto inglés como japonés. Algún tiempo después de que Tierra-Prime se formara en Crisis on Infinite Earths, Black Hole envió a la Doctora Luz para deshacerse de cualquiera que filtrara su existencia a los medios. Cuando Iris West se encuentra con un informante con conocimiento de Black Hole, son atacados por la Doctora Luz, quien mata a este último mientras Iris apenas logra escapar. Para prepararse para el próximo ataque de la Doctora Luz, Iris creó un holograma de sí misma para engañar a su asesina en una emboscada. Con Hoshi ocupado, Iris se enfrenta al empleador de la asesina y consigue que cancele el golpe; obligando a la Doctora  Luz a retirarse. En el episodio "El éxito está asegurado", la destrucción del almacén de Black Hole por el duplicado del espejo de David Singh permite a Eva McCulloch convencer a la Doctora Luz, Sunshine y Ultraviolet de su lado con la información que Black Hole estaba usando sobre ellos después de haber sido destruidos. Los tres asaltaron Tecnologías McCulloch y lucharon contra Elongated Man, Nash Wells, Allegra García, y Sue Dibny hasta el punto en que Eva terminó la pelea tras la muerte de Joseph Carver. Kimiyo fue vista más tarde con su atuendo de civil con Eva cuando hace una conferencia de prensa que la hace reclamar su puesto de directora ejecutiva en Tecnologías McCulloch.
- La Doctora Luz aparece en la serie animada Justice League Action.[28] Ella aparece en "Party Animal" como invitada a la fiesta de Navidad de Green Arrow, pero no tiene ninguna línea.

### Película
- Una versión alterna del universo de Kimiyo Hoshi apareció en la película animada Liga de la Justicia: Dioses y monstruos. Siendo interpretada nuevamente por Lauren Tom. Ella era parte de "Proyecto Fair Play" de Lex Luthor, una contingencia del programa de armas para destruir la Liga de la Justicia si es necesario. Hoshi y los otros científicos involucrados (que consisten en Will Magnus, (John Henry Irons), Michael Holt, Karen Beecher, Pat Dugan, Emil Hamilton, Thomas Morrow y Stephen Shin) se conocieron en otro lugar y más tarde son asesinados por los Hombres de Metal.
- En DC Super Hero Girls: Héroe del Año, Light es un personaje de fondo en la película donde no tiene líneas para hablar.

### Serie Web
Doctora Luz aparece en DC Super Hero Girls. Ella es una estudiante de fondo en Super Hero High. 

### Videojuegos
Doctora Luz aparece en DC Universo On-line.